# Trillium persistens
Espèce
Classification APG II (2003)
Trillium persistens est une plante herbacée, vivace et rhizomateuse de la famille des Liliaceae (classification classique) ou des Melanthiaceae (classification APG II, 2003).

## Description
Cette espèce de l’est de l’Amérique du Nord, fleurit au printemps dans les lisières des forêts mixtes le long des rivières, les massifs de rhododendrons et de Kalmia. La petite fleur – 2 à 4,5 cm de diamètre – à pétales elliptiques à linéaires, à bordure ondulée, de couleur blanche, est portée par un pédoncule dressé ou légèrement penché. Lorsqu’elle se fane elle tourne au rose pourpre, son centre restant blanc. Les feuilles ovales à lancéolées subsessiles et longuement acuminées persistent jusqu’en automne. Le fruit est une baie blanc verdâtre.

## Aire de répartition
Endémique d’un petit secteur (environ 40 km²) à la frontière nord de la Géorgie et de la Caroline du Sud. Cette espèce est sur la liste des espèces en danger aux États-Unis.

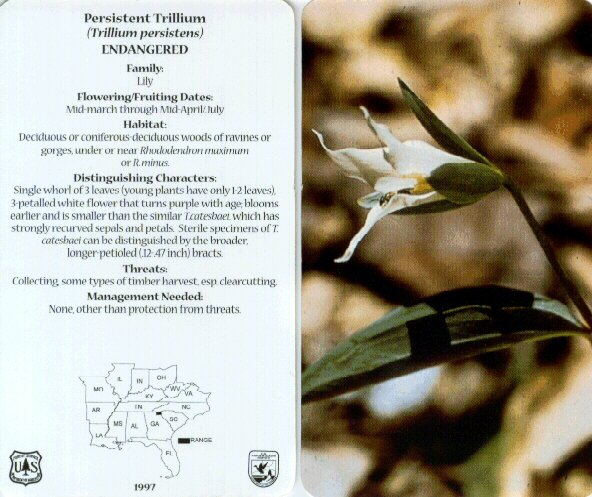

## Divers
Cette espèce a été le premier trille représenté sur un timbre postal américain.
Les feuilles persistent jusqu’en automne, nettement plus longtemps que celles des autres espèces ; d’où son nom « persistens ». Son nom en anglais est Persistent Trillium.

## Sources
- Frederick W. Case, Jr. & Roberta B. Case, Trilliums, Timber Press, 1997  (ISBN 0-88192-374-5)